# ND3
ND3 (англ. NADH dehydrogenase, subunit 3 (complex I)) – білок, який кодується однойменним геном, який у людей є частиною мітохондріальної ДНК. Довжина поліпептидного ланцюга білка становить 115 амінокислот, а молекулярна маса — 13 186.
| 10         |  | 20         |  | 30         |  | 40         |  | 50         |
| ---------- |  | ---------- |  | ---------- |  | ---------- |  | ---------- |
| MNFALILMIN |  | TLLALLLMII |  | TFWLPQLNGY |  | MEKSTPYECG |  | FDPMSPARVP |
| FSMKFFLVAI |  | TFLLFDLEIA |  | LLLPLPWALQ |  | TTNLPLMVMS |  | SLLLIIILAL |
| SLAYEWLQKG |  | LDWTE      |  |            |  |            |  |            |

A: Аланін

C: Цистеїн

D: Аспарагінова кислота

E: Глутамінова кислота

F: Фенілаланін

G: Гліцин

I: Ізолейцин

K: Лізин

L: Лейцин

M: Метіонін

N: Аспарагін

P: Пролін

Q: Глутамін

R: Аргінін

S: Серин

T: Треонін

V: Валін

W: Триптофан

Кодований геном білок за функцією належить до оксидоредуктаз. 
Задіяний у таких біологічних процесах, як транспорт, транспорт електронів, дихальний ланцюг. 
Білок має сайт для зв'язування з НАД, убіхіноном. 
Локалізований у мембрані, мітохондрії.